# Affaire Roger Vangheluwe
Pour un article plus général, voir Abus sexuels dans l'Église catholique en Belgique.
L'affaire Roger Vangheluwe est une affaire d’abus sexuels mettant en cause l'évêque belge Roger Vangheluwe. Ce dernier démissionne en 2010 lors de la révélation des faits. Il a abusé de 1973 à 1986 de son neveu, âgé de 5 ans au début des agressions. D'autres victimes alléguées se font connaitre à partir de 2017.
En janvier 2024, alors que Roger Vangheluwe n’a toujours pas été officiellement sanctionné par Rome, Alexander De Croo, Premier ministre de la Belgique, demande au Vatican de retirer à Roger Vangheluwe son titre d'évêque considérant que c'est une « démarche importante pour les victimes ». 
Roger Vangheluwe est renvoyé de l'état clérical le 11 mars 2024.

## Reconnaissance d'abus sexuels

### Aveux et démission
Le 23 avril 2010, Roger Vangheluwe reconnaît publiquement avoir abusé sexuellement d'un jeune garçon,, dans les années 1980. Il prétend que ces abus se seraient produits entre 1980 et 1987, tant avant qu'après sa nomination comme évêque en 1984. Le pape Benoît XVI accepte sa démission le jour-même. Vangheluwe se retire dans l'abbaye de Westvleteren jusqu'en septembre 2010, date à laquelle il quitte le diocèse.
Les faits étant apparemment prescrits, Roger Vangheluwe ne pourrait être condamné pour ceux-ci devant une juridiction civile. Une enquête est toutefois ouverte par la justice belge pour vérifier que les faits sont effectivement prescrits et s'assurer que d'autres abus n'ont pas été commis,.
Son dossier est alors transmis par la Conférence épiscopale de Belgique à la Congrégation pour la doctrine de la foi.
La victime faisant partie de son entourage familial, l'évêque aurait reconnu ses torts à plusieurs reprises auprès de la victime et de ses parents. D'après Roger Vangheluwe, cette démarche n'a pas suffi à apaiser la victime,.
Dès la révélation des abus sexuels de Vangheluwe, la commission pour le traitement des plaintes pour abus sexuels dans une relation pastorale est submergée d'appels de victimes d'ecclésiastiques, une quarantaine dès les premiers jours,.

### Enquête et sanctions
En septembre 2010, il apparaît que les abus commis par Roger Vangheluwe sur un jeune membre de sa famille se sont en fait produits de 1973 à 1986. L'enfant n'avait que 5 ans au début des faits.
En avril 2011, Jean-Marie Berkvens, procureur de Bruges chargé de l'enquête sur cette affaire et d’autres victimes éventuelles, déclare que le dossier ne contient pas de faits « qui ne sont pas arrivés à prescription ». Les poursuites devant un tribunal sont donc exclues.
Début juillet 2011, le juge Berkvens annonce que les investigations n'ont pas donné plus de résultats et sont clôturées. Par ailleurs, le juge Van Troy poursuit ses investigations sur l'attitude de Roger Vangheluwe vis-à-vis des prêtres de son diocèse qui auraient commis des abus.
Bien que le délai de prescription pour un procès canonique soit dépassé, une réduction à l'état laïc du prélat, selon une procédure exceptionnelle, est demandée par des membres du clergé belge, et est envisagée par le Saint-Siège,.
En décembre 2010, le Saint-Siège confirme que le pape a demandé à la Congrégation pour la doctrine de la foi de traiter le dossier de l'ancien évêque de Bruges,.
La Congrégation rend un premier avis en avril 2011. Elle confirme que les faits commis par le prélat sont prescrits dans le droit canonique. Il est toutefois décidé que l’ancien évêque doit quitter son pays et suivre un traitement psychologique et un accompagnement spirituel. Pendant cette période, il lui est interdit d'exercer publiquement son ministère sacerdotal et épiscopal,.
Roger Vangheluwe est envoyé dans la communauté  « Magdala » de la Fraternité monastique de Jérusalem, à La Ferté-Imbault dans le Loir-et-Cher, sans que l'évêque du diocèse de Blois en soit averti.

Le 14 avril, alors que l'enquête judiciaire a conclu que tous les faits qui lui sont reprochés sont prescrits, Roger Vangheluwe accorde une interview à la chaîne belge VT4. 

« Je n’ai pas du tout l’impression d’être un pédophile. C’était comme une petite relation. Je n’avais pas l’impression que mon neveu y était opposé, bien au contraire. […] Naturellement, je savais que ce n’était pas bien, je l’ai confessé plusieurs fois. »

Par ailleurs, il y reconnaît publiquement avoir en réalité abusé de deux garçons de sa famille. Plusieurs personnalités lui reprochent de montrer dans ses propos et son attitude peu de compassion pour les victimes et de minimiser la gravité de ses actes. Le Saint-Siège et les évêques de Belgique se disent également choqués par la teneur de cet entretien,,,. Le procureur du roi de Bruges, Jean-Marie Berkvens, confirme par ailleurs que Roger Vangheluwe avait, dès le début de l'enquête, du mal à comprendre véritablement la gravité des faits qu'il avait commis.

### Déplacement
Le 16 avril 2011, il quitte la communauté pour être transféré dans un lieu où il est censé suivre la thérapie qui lui est imposée,,.
En 2022, des médias néerlandais révèlent qu'il réside à l'abbaye de Solesmes dans la Sarthe,.

### Nouvelles plaintes
En janvier 2017, Kris Verduyn accuse l'ancien évêque d'avoir abusé de lui en 1992 alors qu'il avait 10 ans et officiait comme enfant de chœur.
En février 2017, une nouvelle plainte pour abus sexuel est déposée contre Roger Vangheluwe. Un homme affirme à la police avoir été victime de ces abus entre 1970 et 1972 alors qu'il était enfant de chœur et qu'il était âgé d'une dizaine d'années, à Bavikhove, en Flandre occidentale, et être en possession de photos de ces attouchements. D'après lui, le curé de Bavikhove de l'époque serait également impliqué.
En décembre 2017, dans le cadre de l'Opération Calice, un nouveau témoignage est rendu public. Un homme de 36 ans affirme avoir été "loué", alors qu'il était enfant, pendant huit ans à des ecclésiastiques. Il aurait ainsi eu affaire à Vangheluwe. Le témoin a effectué depuis les faits supposés plusieurs séjours en psychiatrie et en prison. Il raconte avoir été abusé dès l'âge de cinq ans. Il dit avoir été "loué", ainsi que son frère aîné, à des ecclésiastiques, dont Leo A. Sint-Martinus, un ancien pasteur de Bavegem, condamné à deux reprises pour pédophilie,, et un pasteur de Hautem-Saint-Liévin. Roger Vangheluwe aurait abusé de lui une fois, lors d'une scène de débauche avec différents religieux,. C'est alors la septième plainte contre l'ancien évêque.
À chaque nouvelle révélation, l'avocat de Vangheluwe menace de porter plainte pour diffamation, ce qu’il ne fait qu'en février 2019.

### Conséquences dans l'Église catholique en Belgique
Dès que l'affaire est révélée en avril 2010, l'archevêque de Malines-Bruxelles et primat de Belgique, André Léonard, déclare que Roger Vangheluwe aurait dû, en raison des actes qu'il avait commis, refuser la consécration épiscopale. Le fait que Roger Vangheluwe ait pu être consacré évêque malgré ces abus incite André Léonard à renforcer les enquêtes préalables aux nominations, y compris celles des prêtres et diacres.
L'archevêque Léonard invite aussi les victimes d'abus commis dans la communauté ecclésiale à se manifester à la Commission pour le traitement des plaintes pour abus sexuels dans une relation pastorale. Cette commission, créée en 2000, n'avait pas reçu un grand nombre de plaintes avant l'affaire Vangheluwe. Les jours suivants voient un afflux de témoignages, une centaine de personnes sortant du silence pour dénoncer des faits anciens. Le président de cette commission, le pédopsychiatre Peter Adriaenssens, explique cette augmentation du nombre de plaintes par l'appel au témoignage fait par l'archevêque Léonard. En outre, selon La Libre Belgique, la démission de Roger Vangheluwe a pu dissiper un doute sur la volonté de l’Église à répondre aux plaintes et encourager ainsi des victimes à se faire connaître.
En 2023, Johan Bonny, évêque d'Anvers, affirme que la conférence des évêques de Belgique a demandé à plusieurs reprises au Vatican de sanctionner Vangheluwe, sans jamais recevoir de réponse. En janvier 2024, Alexander De Croo, Premier ministre de la Belgique, demande au Vatican de retirer à Roger Vangheluwe son titre d'évêque considérant que c'est une « démarche importante pour les victimes ». En l'état, Vangheluwe touche toujours sa retraite, payée par la Belgique, équivalent à une retraite de gouverneur de province.
En février 2024, le parquet fédéral propose de transmettre au Vatican le dossier contenant les images pornographiques retrouvées en 2012 dans l'ordinateur de Roger Vangheluwe. Pour le ministre de la Justice Paul Van Tigchelt la  connaissance de cette information permettrait aux autorités de Rome de lui retirer le titre d'évêque.
À la suite de la réouverture du dossier par le pape François et le Dicastère pour la Doctrine de la foi, ces derniers ont renvoyé Roger Vangheluwe de l'état clérical le 20 mars 2024.